# 박유나 (뮤지컬 배우)
박유나(朴悠那, ?~)는 대한민국의 배우이다. 분야는 뮤지컬이며 일본에서 활동 하는 재일 한국인 4세이다.